# Різдвяні сердечка

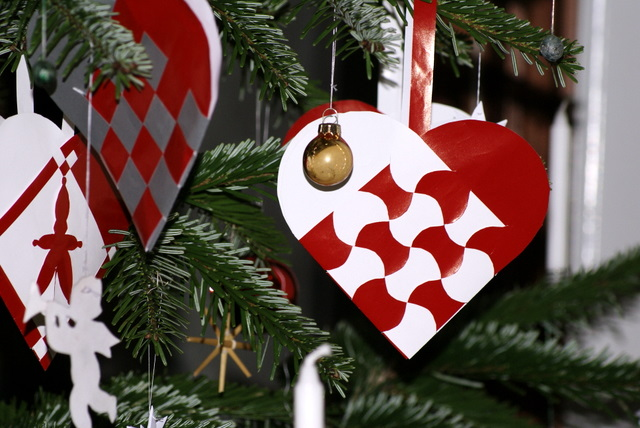
Різні плісировані різдвяні сердечка

Різдвяні сердечка (дан. Julehjerte) — данські, норвезькі та північнонімецькі вироби, які зазвичай використовуються як різдвяні прикраси.

## Історія
Точний час і походження традиції виготовлення паперових сердечок невідомі, але найстаріші з відомих плісированих різдвяних сердечок були виготовлені у 1860 році данським письменником Гансом Крістіаном Андерсеном. Однак, оскільки серце Андерсена не має ручки, здається малоймовірним, що його можна було використовувати як прикрасу для ялинки. Це плетене серце сьогодні знаходиться в музеї Ганса Крістіана Андерсена в місті Оденсе в Данії. Однак документально підтверджено, що Андерсен справді виготовляв прикраси для різдвяних ялинок, і що попередниками плетених різдвяних сердечок були мініатюрні плетені кошики. 
Найстаріший відомий посібник із виготовлення плетених різдвяних сердечок можна знайти у виданні данського журналу Nordisk Husflidstidende 1871 року. Найстаріше плетене різдвяне серце (з 1873 року) зберігається в Національному музеї Норвегії в Осло. Але минуло ще близько 40 років, перш ніж такі різдвяні сердечка набули більшого поширення.
Найдавніше зображення ялинки, прикрашеної плетеними сердечками, датується 1901 роком з данської садиби Søllestedgaard. Того ж року мотив плетеного серця використав шведський художник Карл Ларссон у літографії Brita as Idun.
Вважається, що приблизно з 1910 року данські дитячі садки почали поширювати використання плетених різдвяних сердечок, які виготовлялися з глянцевого паперу для розвитку творчих здібностей, уваги та дрібної моторики дітей. 

## Плетені книги
- Першу плетену різдвяну книгу Julehjerter (1975) випустили брати Лотруп Кнудсен.
- Нещодавно вийшла книга (2002), яка містить велику різноманітність плетених шаблонів різдвяних сердечок, — Flettede julehjerter Френсіса Йорда (https://bibliotek.kk.dk/ting/object/870970-basis%3A24272486)